# Berdeogas
Berdeogas(llamada oficialmente Santiago de Berdeogas) es una parroquia española del municipio de Dumbría, en la provincia de La Coruña, Galicia.

## Entidades de población
Entidades de población que forman parte de la parroquia:
- Albarellos (Alvarellos)
- As Gatiñeiras
- Boudañeira (A Boudañeira)
- Campo de Berdeogas (O Campo de Berdeogas)
- Chaín
- Farrapa (A Farrapa)
- Iglesia (A Grixa)
- Pedriña (A Pedriña)
- Sábade
- Sarteguas
- Vacariza (A Vacariza)
- Vila Flores
- Vilar

## Demografía
| Gráfica de evolución demográfica de Berdeogas entre 2000 y 2019 |
|                                                                 |
| Datos según el nomenclátor publicado por el INE.                |